# Lorenzo Campeggio
Lorenzo Campeggio (Milão, 7 de novembro de 1474 - Roma, 19 de julho de 1539) foi um cardeal do século XVII.

## Biografia
Nasceu em Milão em 7 de novembro de 1474. De uma nobre família bolonhesa. Filho de Giovanni Zaccaria Campeggio, advogado, e de Dorotea Tebaldini. Pai do Cardeal Alessandro Campeggio (1551). Seu sobrenome também está listado como Campeggi.
Estudos iniciais em Pavia. Estudou Direito com seu pai nas Universidades de Pádua e Bolonha; obteve o doutorado em direito canônico em 1499; mais tarde, obteve o doutorado em direito civil. Ele foi considerado um dos melhores canonistas da Europa.
Professor de direito na Universidade de Pádua em 1493, antes de obter o doutorado. Casou-se com Francesca Guastavillani em 1500 e teve cinco filhos, duas filhas e três filhos; ela morreu em 1509 e no ano seguinte ingressou no estado eclesiástico. Ele trabalhou diligentemente para convencer Bolonha a retornar à obediência do Papa Júlio II. Auditor da Sagrada Rota Romana, 1511; foi a Roma para assumir seu posto. Núncio do Sacro Imperador Romano Maximiliano I; sua missão era fazer com que o imperador chamasse de volta seus enviados ao cismático Concílio de Pisa, que queria depor o Papa Júlio II; e enviá-los ao V Concílio de Latrão (1512-1517), convocado pelo papa; ele cumpriu com sucesso sua missão.
Eleito bispo de Feltre em 12 de novembro de 1512; O imperador Maximiliano concedeu-lhe o governo temporal da cidade, bem como o privilégio de usar a cruz e a espada como sinais de senhoria feudal; renunciou ao governo da sé em favor de seu irmão Tommaso Campeggio, em 1º de junho de 1520. Núncio perante o duque Massimiliano Maria Sforza de Milão; tomou posse da nunciatura em 30 de dezembro de 1512; confirmado em sua nunciatura pelo novo Papa Leão X. Núncio perante o Imperador Maximiliano I, 14 de setembro de 1513; encarregado de trazer a paz entre o imperador e o rei Ladislau da Boêmia e da Hungria; e unir os príncipes cristãos numa cruzada contra os turcos; o tratado de paz foi assinado em Viena em 28 de julho de 1515. Nomeado membro do Tribunal da Assinatura Apostólica.
Criado cardeal sacerdote no consistório de 1º de julho de 1517. Nomeado conde palatino pelo imperador, em 31 de outubro de 1517. Recebeu o chapéu vermelho, em 12 de dezembro de 1517, catedral basílica de S. Petronio, Bolonha, de Lorenzo Fieschi, bispo de Mondovì ; partiu para Roma em 29 de dezembro de 1517 e lá chegou em 15 de janeiro de 1518; recebeu o título de S. Tommaso em Parione, 24 de janeiro de 1518. Legado perante o rei Henrique VIII da Inglaterra para promover uma liga contra os turcos e a reforma eclesiástica naquele país, 3 de março de 1518; a legação terminou treze meses depois; o rei doou ao cardeal o palácio da embaixada inglesa em Roma. Recebeu a consagração episcopal em 6 de abril de 1518 (não foram encontradas mais informações). Optou pelo título de S. Anastasia, depois de 13 de novembro de 1519. Prefeito do Tribunal da Assinatura Apostólica de Justiça, conclave de 1521-1522, que elegeu o Papa Adriano VI. Durante o pontificado do novo Papa Adriano VI, o cardeal propôs um plano para reformar a Igreja e erradicar os abusos. Governador das cidades de Parma, 10 de dezembro de 1522. Legado a latere à República de Veneza para promover a paz com o imperador, de 10 de março a 4 de agosto de 1523. Participou do conclave de 1523, que elegeu o Papa Clemente VII. Transferido para a Sé de Bolonha em 2 de dezembro de 1523; renunciou ao governo da Sé em favor de seu filho Alessandro Campeggio; o papa nomeou o cardeal Andrea Della Valle administrador da sé no consistório de quarta-feira, 20 de dezembro de 1525; Alessandro foi nomeado para ocupar a sé em 19 de março de 1526. Legado a latere para toda a Alemanha, Boêmia, Hungria, Polônia e os três Reinos do Norte, 8 de janeiro de 1524; participou da Dieta de Nuremberg; o objetivo da legação era limitar a propagação da heresia luterana; participou do Congresso de Ratisbona, 24 de junho de 1524; partiu para a Áustria com o arquiduque Fernando; retornou a Roma em 20 de outubro de 1525. Nomeado membro da comissão papal para os assuntos dos Cavaleiros Teutônicos. Administrador da Sé de Salisbury, 2 de dezembro de 1524 até 1534, quando o rei Henrique VIII o depôs. O cardeal esteve presente durante o saque de Roma na noite de 18 de setembro de 1526 e no das tropas imperiais em 7 de maio de 1527, ficou com o Papa Clemente VII em Castelo Sant’Angelo; depois que o papa escapou, ele foi deixado como legado. Optou pelo título de S. Maria in Trastevere, 27 de abril de 1528. Legado à Inglaterra para o processo da questão do divórcio do rei Henrique VIII e da rainha Catarina de Aragão, 8 de junho de 1528; chegou a Londres em 8 de fevereiro de 1529; em março e abril, o Papa Clemente VII enviou instruções ao legado pedindo-lhe que adiasse a sentença e esperasse o momento oportuno para truncar qualquer esperança de obter o divórcio de Roma; em 15 de maio de 1528, o legado escreveu ao papa dizendo-lhe que pronunciaria a sentença depois de Pentecostes; o legado foi novamente aconselhado a encontrar um motivo para atrasar o pronunciamento; entretanto, o papa transferiu a causa para o tribunal da Sagrada Rota Romana, como o imperador Carlos V havia solicitado; esta decisão irritou e perturbou muito o rei, que não só confrontou o legado por palavra, mas também o privou da sé de Salisbury; o cardeal pensou que pagaria com a vida; fez com que seu filho Ridolfo voltasse imediatamente para a Itália e, poucos dias depois, ao ver que o rei estava menos irritado, pediu permissão para sair do país; ao atravessar o estreito de Dover, perto da costa francesa, o cardeal foi avisado de que o seu navio estava a ser seguido por alguns navios britânicos; temendo que assassinos enviados pelo rei Henrique VIII estivessem a bordo daqueles navios, pediu ao capitão de seu navio que se confessasse e recebesse a comunhão; o capitão dos navios reais inspecionou o navio do cardeal suspeitando que transportava tesouros doados pela rainha; quando nada desse tipo foi encontrado,
Depois de atravessar a França, chegou a Bolonha e esteve presente na coroação do Sacro Imperador Romano Carlos V pelo Papa Clemente VII na catedral de S. Petronio em 24 de fevereiro de 1530. O Papa Clemente VII concedeu ao cardeal o título de conde de Dozza , para ele e seus descendentes, em 3 de março de 1530. Nomeado legado à Dieta de Augsburgo, em 16 de março de 1530; acompanhou o imperador na dieta partindo de Bolonha em 22 de março e chegando a Augsburgo em 15 de junho de 1530; devido à sua saúde debilitada, o cardeal pediu ao papa que fosse retirado da sua legação; O Cardeal Ippolito de' Medici o substituiu em 9 de julho de 1531. Administrador da Sé de Huesca, de 2 de setembro de 1530 até 2 de outubro de 1532. Durante a visita de despedida, o Imperador Carlos V ofereceu ao Cardeal Campeggio a Sé de Maiorca, que ele aceitou com alegria, não para ele, mas para seu filho Giovanni Battista; ele chegou a Bolonha em 17 de setembro de 1531 com a saúde muito debilitada. Em 9 de novembro de 1531, o cardeal adquiriu o Palazzo Sanuti (hoje Bevilacqua) para seus filhos. Administrador da Sé de Parenzo, 6 de junho de 1533; renunciou em favor de seu sobrinho Giovanni Campeggio, 28 de maio de 1537. Administrador da sé metropolitana de Creta, 17 de junho de 1534 até 28 de janeiro de 1536. Optou pela ordem dos cardeais bispos e pela sé suburbana de Albano, 5 de setembro de 1534 . Participou no conclave de 1534, que elegeu o Papa Paulo III. Optou pela sé suburbana de Palestrina, em 26 de fevereiro de 1535. Optou pela sé suburbana de Sabina, em 28 de novembro de 1537. Junto com os cardeais Giacomo Simonetta e Girolamo Leandri, foi nomeado legado a latere ao conselho geral a ser celebrado no cidade de Vicenza; por causa da abertura iminente do congresso de paz de Nice, o concílio foi adiado para 6 de abril de 1539; e em 21 de maio de 1539, a assembleia foi suspensa permanentemente.
Morreu em Roma em Sábado, 19 de julho de 1539, às 17 horas, de gota e febre, Roma. Sepultado no pórtico da igreja de S. Maria in Trastevere, Roma